# 井口克己
井口克己（日语：井口 克己，1938年2月5日—2017年2月19日），冈山县人，日本诗人。
毕业于法政大学，后留校法政大学講師担任。1992年，凭借作品《幻郷鳥獣虫魚譜》获得農民文学賞勋章。此外他还担任日本農民文学会議長。

## 著書
- 《ミミズと菊のファンタジー》五月書房 1971
- 《動物たちのカーニバル》たいまつ社 1982
- 《幻郷心臓風景》土曜美術社出版販売 21世紀詩人叢書 1995
- 《幻郷鳥獣虫魚譜 詩集》土曜美術社出版販売 現代詩の前線 1995
- 《幻郷心臓百景 井口克己詩集》土曜美術社出版販売 1996
- 《夢鏡神話物語 井口克己詩集》土曜美術社出版販売 1996
- 《夢鏡秋日本挽歌 井口克己詩集》土曜美術社出版販売 1997
- 《夢鏡山川草木譜 井口克己詩集》土曜美術社出版販売 1998
- 《夢鏡火箭日本譜 井口克己詩集》土曜美術社出版販売 1999
- 《夢鏡春天地人譜 井口克己詩集》土曜美術社出版販売 2000
- 《井口克己詩集》土曜美術社出版販売 日本現代詩文庫 2001
- 《新編井口克己詩集》土曜美術社出版販売 新・日本現代詩文庫 2004

### 翻訳
- 《中国人民詩集》1976－78年　編訳 たいまつ社 1977-1979